# Paul Oppenheim
Paul Oppenheim (Frankfurt del Main, 17 de juny del 1885 - 22 de juny del 1977) va ser un químic i filòsof de la ciència alemany. Estudià química a la Universitat de Friburg de Brisgòvia. Amb l'arribada del nazisme a la República de Weimar, i a causa de la seva condició de jueu, emigrà primer a Brussel·les el 1933 i després als Estats Units el 1939. Amb Karl Gustav Hempel i Kurt Grelling publicà treballs sobre filosofia de la ciència i sobre el concepte de Gestalt.

## Obres
- Hempel, K.G. i Oppenheim, P. Der Typusbegriff im Lichte der neuen Logik. Wissenschaftstheoretische Untersuchungen zur Konstitutionsforschung und Psychologie'
- Kurt Grelling i Paul Oppenheim Der Gestaltbegriff im Lichte der neuen Logik, Erkenntnis 7 (1937/38), 211–225 [engl. Übersetzung: 1988.1]
- Kurt Grelling i Paul Oppenheim Supplementary Remarks on the Concept of Gestalt, Erkenntnis 7 (1937/38), 357–359 [Neudruck: 1988.2]
- Kurt Grelling i Paul Oppenheim Concerning the Structure of Wholes, Philosophy of Science 6 (1939), 487–488
- Kurt Grelling i Paul Oppenheim Logical Analysis of "Gestalt" as "Functional Whole" [comunicació presentada al "Fifth International Congress for the Unity of Science" (Cambridge, Mass., 1939)], TS, 8 S. [de K.G. Hempel, Princeton, Neudruck: 1988.3, 1999.1]